# Dieter Scheler
Dieter Scheler (* 1940 in Würzburg) ist ein deutscher Historiker.

## Leben
Er studierte Geschichte und ältere Germanistik in Würzburg und Wien. Er promovierte 1970 und wirkte an der Ruhr-Universität Bochum von 1965 bis 2006 als Assistent, Akademischer Rat und Oberrat, seit 2006 ist er Honorarprofessor.
Seine Interessen- und Forschungsschwerpunkte sind Sozial- und Wirtschaftsgeschichte, Kirchen- und Frömmigkeitsgeschichte, grenzüberschreitende Regionalgeschichte (Rheinland, Westfalen, Geldern, Burgund), Lokalgeschichte (Ruhrgebiet, Bochum).

## Schriften (Auswahl)
- Die "Ierapigra ad purgandos prelatos" des Egidius von Corbeil. Bochum 1972, OCLC 831027982.
- Mit dem Geld rechnen: Schriftliche Wirtschaftsführung des Stiftes Xanten im Spätmittelalter. Hagen 1987, OCLC 180662284.
- Die Goldene Rose des Herzogs Johann von Kleve: Der Bericht Arnold Heymericks von der Überreichung der Goldenen Rose 1489. Kleve 1992, ISBN 3-922412-12-2.
- Stadt und Kirche, Land und Herrschaft am Niederrhein in Mittelalter und anbrechender Neuzeit. Münster 2019, ISBN 3-8309-3542-0.